# Shenzhen Special Zone Press Tower
Shenzhen Special Zone Press Tower (chiń. 深圳特区报业大厦; pinyin Shēnzhèn Tèqū Bàoyè Dàshà) – wieżowiec w Shenzhen, w Chinach, o wysokości 262 m. Budynek został otwarty w 1998, ma 47 kondygnacji.